# Xixuthrus lunicollis
Xixuthrus lunicollis là một loài bọ cánh cứng trong họ Cerambycidae.